# Tchaourou
Tchaourou este un oraș din departamentul Borgou, Benin.